# San Marcos (Guatemala)

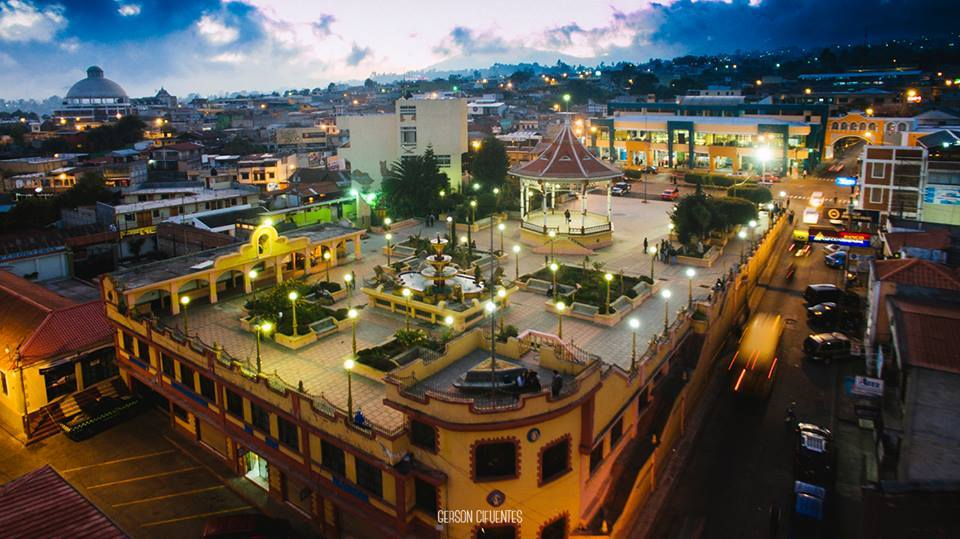
centre-ville

San Marcos est une ville du Guatemala. Elle est la capitale du département de San Marcos et on y recense 45 000 habitants.